# コロポックルの枕
『コロポックルの枕』（コロポックルのまくら）は、水木しげるによる日本の漫画作品。水木しげるの貸本漫画『地獄』のリメイク作品でもある。

## 概要
古来より想像される地獄の風景は、太古の人類が実際に目にしてきた実話だったというSF的物語。
『コロポックルの枕』は『週刊プレイボーイ』（集英社）1970年7月28日号から9月8日号まで連載（全7回）。
1965年、佐藤プロより貸本向けの単行本として刊行された『地獄』を雑誌向けにリメイクした作品で、ストーリーに大きな変更は無い。
連載終了後、『コロポックルの枕』は1970年11月に実業之日本社から刊行された単行本「コケカキイキイ」に収録され、残虐なシーンも含めて掲載される。しかし、後に刊行される書籍からは当該シーン5ページ分がカットされ、現在刊行されている書籍もカットされたバージョンが収録されている。
ただし、同様のシーンが存在する『地獄』はカットされる事無く収録されている。
本作品のストーリーについて、『地獄』ともどもマレイ・ラインスターの小説『The Wailing Asteroid』（1960年）の翻案だという指摘がある。『The Wailing Asteroid』は、ジュブナイル小説としての抄訳を除いては日本語に訳されていないが、『SFマガジン』1962年6月号に福島正実によるストーリー紹介が掲載されていた。

## あらすじ
ある日、地球と月の間に惑星が出現し、大二郎（『地獄』では次郎）は勉強に集中するため叔父の住む北海道へ行く。そこで大二郎は叔父の娘ひろみと再会し、10億年前の地層から発見されたという石の枕から、件の惑星と太古の地球の秘密を知る。その枕で眠ると、記録された大昔の情報を夢として見る事が出来るのだった。そして、その記録されていた情報とは、かつて存在した第1期人類が、異星人により食料として管理・惨殺され滅んでいたという事実だった。

## 書籍情報
コロポックルの枕
- 『怪奇館へようこそ　妖怪ワンダーランド4』（ちくま文庫、1995年7月、ISBN 4-480-03064-6）
- 『テレビくん　水木しげる妖怪傑作選1』（中公文庫、2007年11月、ISBN 978-4-12-204945-1）
- 『コロポックルの枕　水木しげる妖怪傑作選1』（中央公論新社〈Chuko コミック Lite Special〉、2008年7月、ISBN 978-4-12-410631-2）
- 『現代妖怪譚[全] 他』（講談社〈水木しげる漫画大全集〉、2015年12月、ISBN 978-4-06-377563-1）

地獄
- 『水木しげる 魍魎 貸本・短編名作選 地獄・地底の足音』（ホーム社漫画文庫（集英社）、2009年7月、ISBN 978-4-8342-7458-5）
- 『貸本漫画集(13) 不死鳥を飼う男 他』（講談社〈水木しげる漫画大全集〉、2017年6月、ISBN 978-4-06-377573-0）